# Julio César Iglesias Moralejo
Julio César Iglesias Moralejo (Zamora; 1944) és un periodista espanyol.

## Començaments
En 1976 ingressa en Ràdio Nacional d'Espanya. Poc després, és nomenat subdirector del Tercer Diario Hablado. Alterna aquesta comesa amb el de redactor del diari El País, on és destinat successivament en les seccions d'Esports, Suplement Dominical i Madrid.
En 1981 deixa momentàniament el seu treball en Ràdio Nacional i passa a Televisió Espanyola, en el programa documental de la qual En Este País exerceix les funcions de subdirector i guionista. En 1982 torna a Ràdio Nacional per a encarregar-se de la direcció i presentació del vespertí Directo-Directo, en substitució de Alejo García i en el roman fins a 1985. En 1984 és guardonat amb el Premi Nacional de Periodisme. En ocasió del seu retorn a la ràdio, deixa la redacció de El País, però emprèn en el suplement setmanal d'Esports una tasca com a columnista que es prolonga fins a l'any 2007. A partir de 1985 es fa càrrec de Casa de la radio, un programa de servei públic, fins a maig de 1986.

## Cadena SER
En 1986 inicia el seu treball en la Cadena SER. Allí dirigeix i presenta El Carrusel del Mundial, coincidint amb els Campionats Mundials de Futbol de 1986. Des de setembre d'aquest any es va fer càrrec del magazín de la tarda Vía libre. Després es va encarregar successivament del programa de tarda 'Vía libre", de l'informatiu 'Hora 25'i dels programes nocturns 'La ventana al deporte' i 'la ventana indiscreta' i de nou, del vespertí 'Sesión de tarde'.
Al febrer de 1987 és nomenat director del principal informatiu de la Cadena SER, Hora 25. Es manté en el lloc només fins a setembre, sent substituït per Manuel Campo Vidal. Comença llavors, en la mateixa emissora el magazín nocturn La ventana indiscreta i des de setembre de 1988 també La Ventana al deporte.
A partir de març de 1990 tornà a l'horari vespertí, amb Sesión de tarde, en el que s'incloïa l'espai La verbena de la Moncloa, amb Luis Figuerola-Ferretti i Javier Capitán. Un espai setmanal que va ser guardonat, en aquest mateix any, amb el Premi Ondas.

## Retorn a Ràdio Nacional
En 1991 torna a Ràdio Nacional d'Espanya, on s'encarrega del matinal 'España a las 8', un informatiu de tres hores de duració. Des de setembre de 1993 dirigeix i presenta Las Mañanas de Radio 1 en substitució de Constantino Romero. Aquest programa incloïa en la seva primera hora l'espai d'entrevistes Los desayunos de Radio 1, emès simultàniament, entre 1994 i 1997 per Televisió Espanyola, i va rebre un Premi Ondas en 1994. En aquest espai entrevistava diàriament un personatge rellevant de la vida pública al costat d'Antonio San José i Diego Carcedo, que compagina, entre 1996 i 1997, amb el magazín de tarda Lo que es la vida.
Així mateix, en aquest període, dirigeix i presenta dos programes setmanals de televisió: Código uno (1994), en el qual substitueix a Mayte Pascual i Qué ocurrió (2000).
En 1998 passa a Tablero deportivo i en setembre de 2000 ocupa el buit dels matins de RNE deixat per Carlos Herrera i es posa al capdavant de Buenos días, que condueix fins a 2002 (en què presenta l'esportiu L'ona) i després entre 2004 i 2006. En aquest període, en 2005, és guardonat amb el Premi Ondas a la millor Labor professional/Millor trajectòria.
S'encarrega successivament dels programes 'Lo que es la vida', 'Tablero deportivo', 'Buenos días', 'La Ola' i 'Las Mañanas'. Entre setembre de 2006 i agost de 2007 presenta El navegador a RNE.
Després de deixar RTVE, en 2007, en l'actualitat escriu en el grup Unidad Editorial, per al diari "El Mundo", el periòdic esportiu Marca i treballa també en la ràdio, Radio Marca. És autor d' El deporte en España.

### Guardons
- Premi Nacional de Periodisme (1984)
- Tres premis Ondas (1990, 1994 i 2005)
- Dos Antenes d'Or (1990, 2000)
- Premi Club Internacional de Premsa